# Casa Mas (Sant Sadurní d'Anoia)
La Casa Mas és una obra noucentista de Sant Sadurní d'Anoia (Alt Penedès) inclosa a l'Inventari del Patrimoni Arquitectònic de Catalunya.

## Descripció
Edifici entre mitgeres de dues crugies. Té planta baixa i un pis sota coberta de teula àrab i terrat davanter. L'estructura de la façana és senzilla i de composició simètrica, i respon a les característiques del llenguatge noucentista.

## Història
La Casa Mas està situada al tram inferior del carrer de la Diputació, un dels eixos de l'eixample vuitcentista de Sant Sadurní. Aquest segon sector de construccions correspon als anys que van entre el 1929 i el 1936, i el llenguatge utilitzat en la major part de les obres és el noucentista.